# Pentafluorure de soufre trifluorométhyle
Le pentafluorure de soufre trifluorométhyle est un composé chimique de formule CF3SF5. Il s'agit d'un gaz à effet de serre industriel rare détecté dans l'atmosphère terrestre pour la première fois en 2000. Il est considéré comme l'un des gaz à l'effet de serre les plus puissants présents dans l'atmosphère, avec un potentiel de réchauffement global estimé de 18 000 sur 100 ans, mais sa concentration atmosphérique est si faible qu'il est peu probable qu'il contribue significativement à l'effet de serre global. Sa durée de vie dans l'atmosphère est estimée à 800 ans. La chimie de ce composé est semblable à celle de l'hexafluorure de soufre SF6.
La présence de ce gaz dans l'atmosphère terrestre est probablement d'origine humaine. Il s'agit vraisemblablement d'un sous-produit de la production de fluorocarbures issu de réactions entre l'hexafluorure de soufre et des fluoropolymères utilisés dans les composants électroniques et les circuits intégrés. Il est également possible qu'il se forme à partir du SF6 libéré par les équipements haute tension.